# Mns. Mancang
Mns. Mancang is een bestuurslaag in het regentschap Pidie van de provincie Atjeh, Indonesië. Mns. Mancang telt 587 inwoners (volkstelling 2010).